# ARA Almirante Brown (C-1)
O ARA Almirante Brown foi um cruzador pesado operado pela Armada Argentina e a primeira embarcação da Classe Veinticinco de Mayo, seguido pelo ARA Veinticinco de Mayo. Sua construção começou em outubro de 1927 nos estaleiros da Odero Terni Orlando na Itália e foi lançado ao mar em setembro de 1929, sendo comissionado na frota argentina em julho de 1931. Era armado com uma bateria principal de seis canhões de 191 milímetros montados em três torres de artilharia duplas, tinha um deslocamento de nove mil toneladas e alcançava uma velocidade de 32 nós.
O Almirante Brown teve uma carreira tranquila, com seus primeiros anos tendo sido passados principalmente realizando visitar diplomáticas para outros países da América do Sul. A Argentina manteve sua neutralidade durante a Segunda Guerra Mundial e assim ele não participou do conflito. O cruzador acabou batendo e afundando o contratorpedeiro ARA Corrientes em outubro de 1941, sendo por sua vez abalroado e danificado pelo couraçado ARA Rivadavia. Continuou atuando depois da guerra até ser tirado de serviço em junho de 1961 e desmontado no ano seguinte.

## Características
O Almirante Brown tinha 162,5 metros de comprimento da linha de flutuação e 170,8 metros de comprimento de fora a fora. Tinha uma boca de 17,82 metros, um calado de 4,66 metros e um deslocamento carregado de 9 144 toneladas. Seu sistema de propulsão era composto por seis caldeiras Yarrow a óleo combustível que alimentavam duas turbinas a vapor Parsons, cada uma girando uma hélice. Tinham uma potência indicada de 85,7 mil cavalos-vapor (63 mil quilowatts) para uma velocidade máxima de 32 nós (59 quilômetros por hora). Podia carregar até 2,3 mil toneladas de óleo combustível, o que proporcionava uma autonomia de 8 030 milhas náuticas (14 870 quilômetros) a uma velocidade de catorze nós (26 quilômetros por hora). Sua tripulação originalmente era de 780 oficiais e marinheiros. Foi inicialmente equipado com uma catapulta fixa de aeronaves na proa com um hangar abaixo, capaz de acomodar até dois hidroaviões.
O armamento principal consistia em seis canhões O.T. calibre 52 de 191 milímetros montados em três torres de artilharia duplas, duas à vante e uma à ré. O armamento secundário era formado por doze canhões de duplo propósito O.T. Modelo 1929 calibre 45 de 102 milímetros em seis montagens duplas à meia-nau, três em cada lateral. A bateria antiaérea era de seis canhões Vickers-Terni calibre 39 de 40 milímetros em montagens únicas. Também tinha seis tubos de torpedo de 533 milímetros, três em cada lateral. O cinturão principal de blindagem tinha setenta milímetros de espessura, protegendo apenas as áreas vitais, já o convés blindado era de 25 milímetros. As torres de artilharia eram protegidas por laterais de cinquenta milímetros de espessura, enquanto a torre de comando tinha laterais de 59 milímetros.